# Mega Man Star Force 3
Mega Man Star Force 3, conocido en Japón como Shooting Star Rockman 3 (流星のロックマン3 Ryūsei no Rokkuman Suri?), es el 3.er videojuego de Mega Man Star Force de Capcom publicado el 2008, dividido en 2 tarjetas para Nintendo DS llamados Black Ace (ブラックエース?) y Red Joker (レッドジョーカー?).

## Cambios
- Aumento de bandas provenientes de NPC: los LP se pueden aumentar completando misiones secundarias de ciertos personajes.
- La vista del modo exploración cambió a la pantalla superior (las precuelas usaban pantalla táctil para la exploración). Debido al cambio de transador por otro llamado Hunter-VG, las opciones aparecen en la pantalla táctil.
- Los virus solo aparecen al azar en el mundo onda, pero otros fueron materializados en ciertas partes del mundo real.
- Ya no necesita de agujeros para transformarse, debido a los terminales de acceso al mundo onda. En cambio, durante la transformación, aparece la tarjeta y su número de Transcode en pantalla de Hunter-VG si se realiza fuera de agujeros onda, en caso de Megaman, asignado como Transcode N.º 3. Gracias al Hunter-VG, permite cancelar la transformación en cualquier parte del mundo real o regresar a la última terminal del mundo onda en donde entraste.
- Ya no es posible insertar cualquier juego de Battle Network en el SLOT 2, debido a las fallas presentes en el desarrollo y a los cambios de códigos de programación.
- Regresa el sistema de Bug Frags, originalmente de Battle Network 2 y renombrados a Noise Frags.
- Hubo cambios en el registro: es posible crear equipos con 7 jugadores (un usuario servidor y 6 clientes) editando el nombre de equipo, su icono y su propósito. Debido a eso, los usuarios son mostrados por su icono de ruido, además del icono de equipo.

## Jugabilidad

### Exploración
El sistema no cambió mucho respecto a sus versiones anteriores, es decir, sigue usando la vista isométrica en el modo exploración.
Debido al cambio de transador por otro llamado Hunter-VG, permite visualizar los nombres de los NPC, alertar a jugadores por correo, elegir el piso o la zona en ascensores o paraderos, respectivamente, detección de "ERROR"es y acceso a interiores de aparatos electrónicos con el botón "ACCESS". También advierte de batallas contra jefes fuertes y enemigos grandes remplazando las teclas en pantalla por la palabra "WARNING". Hunter-VG también admite asistentes (similar a los navis en la serie de Battle Network), por creación propia, o por ingreso de FM-ianos u otros cuerpos EM.
Cuando hay ruido, si se detecta que el Hunter-VG se distorsiona, puede aparecer un portal al mundo ruido. No es posible revertir a la normalidad, no es posible entrar sin transformar, se puede encontrar virus especiales y solo se puede salir encontrando el portal de salida.
Debido a que no es posible ver a las personas en vista onda, aparece el botón "HELP" para acceder a las misiones secundarias.

### Batalla
Al igual que las 2 precuelas, mezcla el RPG con unas batallas estilo Brother Action RPG. Similares a las de MegaMan Battle Network, los combates son en 3D frontal y con rejillas de 5x3. Los métodos de lucha son similares también, disparando con el típico buster y usando BattleCards, cartas que otorgan ataques más potentes (espadas, bombas, etc.). Además, al igual que las 2 precuelas, puede bloquear ataques.
Inicialmente, tiene 100 HP, que baja con los daños, pero se puede obtener HP Memories para aumentar su HP máximo en 10 y en 20. Termina el juego si el HP cae a CERO, lo cual el jugador tiene que empezar de nuevo desde el último punto que se guardó. El HP se recupera por cartas de serie Recovery en batalla o al terminarla, con subcartas de serie energía en mundo onda o cancelando la transformación (en mundo ruido, solo es posible vía portal de salida al mundo real).
Existen cartas como las de ataque, como cañones y espadas, las de defensa y recuperación, como Recover10, las que mejoran a las cartas de ataque, o las "dinamo" (algunas modificadoras y otras afectan a toda la pantalla). Además, solo puedes tener hasta 5 copias de cada carta (en las precuelas solo 3), 5 Mega cartas y 1 Giga carta, ampiables estas 2 últimas con habilidades de LP.
Todas las cartas llevan elementos: Sin elemento (cartas comunes), fuego, agua, trueno y bosque. La debilidad que causa doble daño ocurre en siguiente orden: fuego→bosque→trueno→agua→fuego. Ciertas cartas también tiene otros iconos: Espada (vista en cartas cortopunzantes) que causa daño a virus como agujero negro, Roca (penetrativo) que destruye ciertos objetos y paneles y duplica daño a enemigos congelados y viento que elimina virus de tipo viento con facílidad.

#### Entrega de cartas
Se cambió un poco el formato de entrega de BattleCards debido al Hunter-VG: admite 2 cartas en vertical, 3 en horizontal, hasta 6 con las cartas blancas o todas las copias posibles de una carta específica. Además, gracias a ese formato, es posible usar cartas creadas en blanco llamados Galaxy Advance (Similares a los PrgAdvance de Battle Network). Para crearlas, es necesario usar 3 cartas ordenadas correctamente. Ejemplos: 3 cañones crea Cañón gigante, o Sword + Wide Sword + Long Sword crea Gran hacha. Si una carta está detrás de otra, esta es oscura y solo tiene 2 opciones: usar una sola (las demás no se seleccionan) o cambiar a cartas de soporte, llamados cartas "Dinamo", dependiendo del elemento. Sin elemento: convierte la carta oscura en Area Eater, Fuego: Ataque + 10, Agua: Invisible, Madera: panel de pasto (Grass Stage) y Eléctrico: Parálisis Plus.

#### Ruido
Se implementó la función "Ruido" al sistema de batalla en esta entrega. Debido a que ciertos Hunter-VG y otros transadores no soportan el ruido y se estropean fácilmente, se agrega el programa antirruido como habilidad de LP que además absorbe el riudo generado. Solo cartas sin elemento ni "Dinamo" puede aumentar el nivel de ruido. En batallas aleatorias, la diferencia de daño por destruir al virus se convierte en nivel de ruido. En multiplayer, el daño en modo Synchro (puntería) se convierte en la mitad de ruido y aumenta en 20 y 30% con cada Mega y Giga carta usada, respectivamente. En jefes, todo daño con cartas sin elemento ni "Dinamo" se convierte en la mitad de ruido. Cada una de las 10 transformaciones cambia el Charge Shot a un ataque de su elemento, dependiendo de la forma de ruido obtenida si el ruido llega a 50% y baja si sobrepasa de ese nivel. Si es atacado y tiene debilidad, volverá a ser Mega Man y su ruido vuelve a 0, en vez de recibir doble daño.
También hay otro elemento que difiere entre ruidos, que es el Noise Force Bang (NFB abreviado), que es exclusivo de cada transformación. Los NFB son ataques potentes que se pueden usar alcanzando unos requisitos este es el ejecutar un "Contraataque" o "Counter" al darle al enemigo y si el ruido sobrepasa el 50%. De forma similar a los Charge Shots, cada NFB será del elemento de la transformación.
Si el ruido sobrepasa el 100% al terminar la batalla, se obtiene datos ilegales, la mayoría cartas provenientes de precuelas y empieza la siguiente con 50% (0 en Multiplayer), y si sobrepasa el 200% a mitad de batalla, aparece el botón de forma final que accede a la carpeta Meteor G y a la forma final que dura 3 turnos y además, el daño en modo Synchro (puntería) se duplica. Al terminar esos turnos, volverá a ser Mega Man y su ruido vuelve a 0

### Otras funciones
Sin contar con las transformaciones finales (Black Ace y Red Joker, dependiendo de la tarjeta), las 5 transformacies por ruido se pueden obtener más rápido en una versión que en otra, 11 en total contando al ruido Renegado. Puede hacer varias combinaciones con el Ruido Doble, pero solo si tiene usuarios conectados al Brother Band. En caso contrario, también existe otra transformación llamado Rouge (o Renegado), que es un ruido raro. No hay debilidad y aumenta el ataque a 50 a las cartas espada, pero no se revertir a este ruido si es sobreescrito por otro, no hay NFB's y se pierde si otro usuario se une al juego.
Existen 40 cartas por carpeta: 30 corresponden a la carpeta actual, 4 son cartas blancas que se adquieren por clave o en una terminal de mundo onda y 6 son cartas negras que corresponde a sus respectivos usuarios que pueden alternar por ruido doble o ruleta.
En Japón, se publicaron cartas llamadas cartas ruido y cartas Rezon, que modifica el aspecto de Megaman. Sin embargo, no aparecieron en Norteamérica debido a problemas de licencia.

## Recepción
Megaman Star Force 3, en sus dos versiones, recibió reseñas generalmente mixtas y promedio de parte de los críticos especializados, se dijo que tenía un gameplay fuerte, pero repetitivo y simple, al igual que sus predecesores.
En ventas ambas versiones también lograron buenos resultados.